# Tawangargo
Tawangargo is een bestuurslaag in het regentschap Malang van de provincie Oost-Java, Indonesië. Tawangargo telt 8261 inwoners (volkstelling 2010).